# 重齿风毛菊
重齿风毛菊（学名：Saussurea katochaete）是菊科风毛菊属的植物，为中国的特有植物。分布于中国大陆的甘肃、青海、云南、西藏、四川等地，生长于海拔2,230米至4,700米的地区，多生于山坡草地、山谷沼泽地、河滩草甸和林缘，目前尚未由人工引种栽培。

## 异名
- Saussurea katochaetoides Hand.-Mazz.